# كوشيتسه IV
كوشيتسه IV (بالسلوفاكية: Košice IV)‏ هو حي في مدينة كوشيتسه، بسلوفاكيا. تبلغ المساحة التقريبية للحي 60,4كم² في حين يبلغ تعداد سكان الحي ما يقرب من 56,160 بحسب إحصاء العام 2007. أما كثافة السكان فتصل إلى 929,8 كم². يتشكل حي كوشيتسه VI من ستة بلديات براتسا (بالسلوفاكية: Barca)‏، يوه (بالسلوفاكية: Juh)‏، كراسنا (بالسلوفاكية: Krásna)‏، ناد يزيروم (بالسلوفاكية: Nad jazerom)‏، شيباستوفتسى (بالسلوفاكية: Šebastovce)‏، فيشنى أوباتسكى (بالسلوفاكية: Vyšné Opátske)‏.

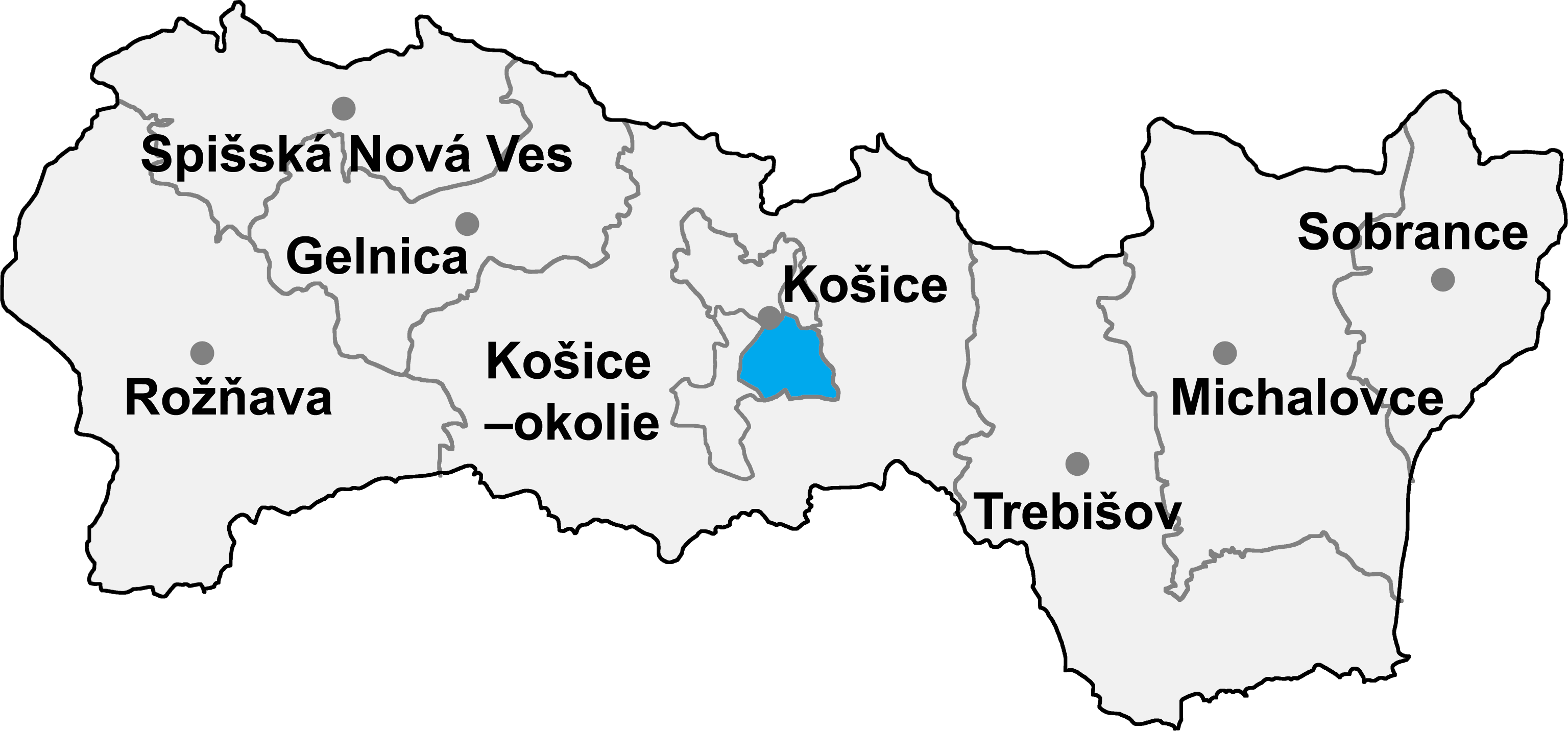
موقع حي كوشيتسه IV في إقليم كوشيتسه